# Fiódor Okhlópkov
Fiódor Matvèievitx Okhlópkov (rus: Фё́дор Матве́евич Охло́пков; 2 de març de 1908 — 28 de maig de 1968) va ser un franctirador soviètic durant la Segona Guerra Mundial, en la qual va matar més de 429 soldats enemics. Va ser condecorat com a heroi de la Unió Soviètica el 1965 i també va rebre l'Orde de Lenin, després de la queixa que no havia estat proposat per motius racials (era d'ètnia iacut). És el setè millor franctirador de tota la Segona Guerra Mundial.

## Biografia
Va néixer a Krest-Khaldjai, actualment Tomponski Ulus (República de Sakhà), a la remota Sibèria. Treballà a un kolkhoz com a operari de maquinària, caçador i miner d'or. El setembre del 1941 abandonà el kolkhoz amb el seu germà petit Vasili, allistant-se aquell mateix mes i sent destinat al 234è Regiment de Fusellers. Tan aviat va arribar a Moscou va ser enviat cap al front. Vasili moriria pocs dies després a mans d'un franctirador alemany. Okhópkov va ser operador d'una metralladora, comandant d'una companyia de metralladores i, a l'octubre de 1942, passà a ser franctirador (hàbil caçador abans de la guerra, no necessitava entrenament). El 14 de març de 1943 ja sumava 147 víctimes.
Okhlópkov sovint era reclamat per eliminar franctiradors alemanys, una de les tasques més perilloses. Durant la darrera setmana d'octubre de 1943 va abatre 27 alemanys; i el 13 de gener de 1944 ja sumava 309 alemanys morts. A mesura que creixia el seu nombre de víctimes, augmentava la seva presència als diaris militars. El diari de l'exèrcit Defensors de la Mare Pàtria va escriure d'ell: "Té l'ull agut d'un caçador, la mà dura d'un miner, i un cor enorme". Malgrat això, els comandants de l'Exèrcit Roig no van posar gaire atenció en la contribució dels indígenes de les repúbliques remotes pel que feia a reconèixer els seus mèrits.
Amb un esmolat sentit de caçador, Okhópkov podia instruir els joves franctiradors, i sovint s'emportava algun amb ell per ensenyar-li l'art de matar des de la distància. Advertia els novells que adoptessin les seves pròpies tècniques i que no imitessin d'altres; que s'esforcessin en l'art del camuflatge i que mai no entressin en una zona tret que coneguessin el terreny i tinguessin un pla de sortida. A més, recomanava disparar al cap, car era 100% fatal.
A més de la seva habilitat com a franctirador, amb la que aconseguí 429 morts individuals, també era destre amb les armes automàtiques, i a vegades era enviat en solitari per rebutjar atacs enemics; sent possible que Okhlópkov sumés més de 1.000 enemics morts.
El 23 de juny de 1944 participà en l'assalt a Vítsiebsk. Va ser disparat al pit i gairebé mort. Aquesta era la dotzena ferida greu en combat, acabant la seva carrera, i va ser desmobilitzat en acabar la guerra. De retorn a la vida civil, tornà a Iakut per treballar en un sovkhoz.
Un grup de veterans va fer una petició al govern perquè es reconeguessin els mèrits d'Okhópkov, i el 1965, en les commemoracions del 20è aniversari del final de la guerra, va rebre de mans de la presidenta del Soviet Suprem de l'RSSA de Iakut, A.Y. Ovtxinnikova, l'estrella d'Heroi de la Unió Soviètica.
Va morir el 28 de maig de 1968, amb el cos afeblit a causa de les ferides patides durant la guerra.
El 1974 un vaixell comercial va ser batejat amb el seu nom en honor seu.

## Condecoracions
- Heroi de la Unió Soviètica (10.678) – 6 de maig de 1965
- Orde de Lenin - 1965
- Orde de la Bandera Roja - 1944
- Orde de la Guerra Patriòtica de 2a classe - 1943
- Orde de l'Estrella Roja (2) – 1942
- Medalla al Valor
- Medalla de la defensa de Moscou
- Medalla de la victòria sobre Alemanya en la Gran Guerra Patriòtica 1941-1945
- Medalla del 20è Aniversari de la Victòria en la Gran Guerra Patriòtica